# Naissance en 1000
Naissance
- 996
- 997
- 998
- 999
- 1000
- 1001
- 1002
- 1003
- 1004

Cette page dresse une liste de personnalités nées au cours de l'année 1000,  présentée dans l'ordre chronologique :
- Gilbert de Brionne, comte de Brionne († 1040).
- Constantin IX, empereur byzantin († 1055).
- Guigues Ier d'Albon, comte en Oisans, Grésivaudan et en Briançonnais († 1070).
- Renaud Ier de Nevers, comte de Nevers et d'Auxerre († 1040).
- Dominique de Silos, berger navarrais devenu moine bénédictin à Silos, Castille († 1073).
- Adalbert de Lorraine, duc de Lorraine († 1048).
- Qiwam ad-Dawla, gouverneur du Kerman.
- Yi Yuanji, peintre chinois de la dynastie Song.
- Berthold Ier, comte de Zähringen, duc de Carinthie, margrave de Vérone, comte de Brisgau, comte d'Ortenau et comte de Neckergau.
- Baldwin de Salzbourg (it).
- Émeric de Hongrie, fils de saint Étienne, premier roi chrétien de Hongrie et de Gisèle de Bavière. Il eut pour précepteur le moine bénédictin Gérard (Gellert), futur évêque de Csanád (la date de naissance est incertaine : il pourrait être né en 1007).
- Michel Ier Cérulaire,  patriarche de Constantinople.
- Ute de Ballenstedt, princesse germanique.
- Jean Mavropous, poète, érudit, hymnographe et auteur de lettres et de discours byzantin.
- Astrid Olofsdotter, reine, épouse d'Olaf II de Norvège.
- Arnold de Saint-Emmeran, compositeur, hagiographe, prévôt du monastère de Saint-Emmeran à Ratisbonne en Allemagne[1].
- Bérenger de Tours, théologien[2].
- Dominique de Silos, moine bénédictin[3].
- Juda ibn Balaam, rabbin andalou.
- Otto Bolesławowic, prince polonais de la dynastie Piast.
- Sasaki no Yoshitsune, kugyō (noble) de l'époque de Heian de l'histoire du Japon.
- Hananʼel ben Ḥušiʼel de Kairouan, décisionnaire rabbinique et exégète de la Bible[4].

- 29 juillet : Lý Thái Tông, Empereur du Đại Cồ Việt.